# Fort Riley-Camp Whiteside
Fort Riley-Camp Whiteside és una concentració de població designada pel cens dels Estats Units a l'estat de Kansas. Segons el cens del 2000 tenia 103 habitants.

## Demografia
Segons el cens del 2000, Fort Riley-Camp Whiteside tenia 103 habitants, 3 habitatges, i 2 famílies. La densitat de població era de 57,6 habitants/km².
Dels 3 habitatges en un 33,3% hi vivien nens de menys de 18 anys, en un 66,7% hi vivien parelles casades, en un 0% dones solteres, i en un 33,3% no eren unitats familiars. En el 33,3% dels habitatges hi vivien persones soles el 33,3% de les quals corresponia a persones de 65 anys o més que vivien soles. El nombre mitjà de persones vivint en cada habitatge era de 2,33 i el nombre mitjà de persones que vivien en cada família era de 2,5.
Per edats la població es repartia de la següent manera: un 1% tenia menys de 18 anys, un 35,9% entre 18 i 24, un 58,3% entre 25 i 44, un 4,9% de 45 a 60 i un 0% 65 anys o més.
L'edat mediana era de 27 anys. Per cada 100 dones de 18 o més anys hi havia 175,7 homes.
La renda mediana per habitatge era de 46.250 $ i la renda mediana per família de 46.250 $. Els homes tenien una renda mediana de 18.438 $ mentre que les dones 11.250 $. La renda per capita de la població era de 12.718 $. Cap de les famílies estaven per davall del llindar de pobresa.

## Poblacions més properes
El següent diagrama mostra les poblacions més properes.